# 기본권의 경합
기본권의 경합이란 하나의 기본권주체가 국가에 대하여 하나의 동일한 사건에서 둘 또는 그 이상의 기본권을 동시에 주장하는 경우를 말한다. 다음 두 가지 유형의 해결방법이 존재한다.

## 관련 헌법재판소 판례

### 경합 시 심사 방법
- 기본권 경합의 경우에는 기본권 침해를 주장하는 당사자의 의도 및 기본권을 제한하는 입법자의 객관적 동기 등을 참작하여 사안과 가장 밀접한 관계에 있고 또 침해의 정도가 큰 주된 기본권을 중심으로 해서 그 제한의 한계를 따져보아야 한다.[1]

### 다른 기본권에 대해 특별법적 지위를 가지는 경우
침해한 기본권 주체의 행위에 적용될 수 있는 여러 기본권들 중의 하나가 다른 기본권에 대하여 특별법적 지위에 있는 경우에는 기본권의 경합은 성립되지 않고 특별법적 지위에 있는 기본권이 우선적으 로 적용되고 다른 기본권은 배제된다

## 같이 보기
- 기본권의 충돌